# Vyšný Kazimír
Vyšný Kazimír este o comună slovacă, aflată în districtul Vranov nad Topľou din regiunea Prešov. Localitatea se află la altitudinea de 210 m deasupra n.m., se întinde pe o suprafață de 7,56 km2 și în 2017 număra 190 de locuitori.

## Istoric
Localitatea Vyšný Kazimír este atestată documentar din 1363.

## Demografie
| An:                | 1994 | 2004    | 2014   | 2024   |
| ------------------ | ---- | ------- | ------ | ------ |
| Număr de persoane: | 193  | 213     | 196    | 190    |
| Diferență:         |      | +10,36% | −7,98% | −3,06% |

| An:                | 2023 | 2024 |
| ------------------ | ---- | ---- |
| Număr de persoane: | 190  | 190  |
| Diferență:         |      | +0%  |